# Halysidota fuliginosa
Halysidota fuliginosa är en fjärilsart som beskrevs av Rothschild 1909. Halysidota fuliginosa ingår i släktet Halysidota och familjen björnspinnare. Inga underarter finns listade i Catalogue of Life.